# Taxi's in New York (stad)

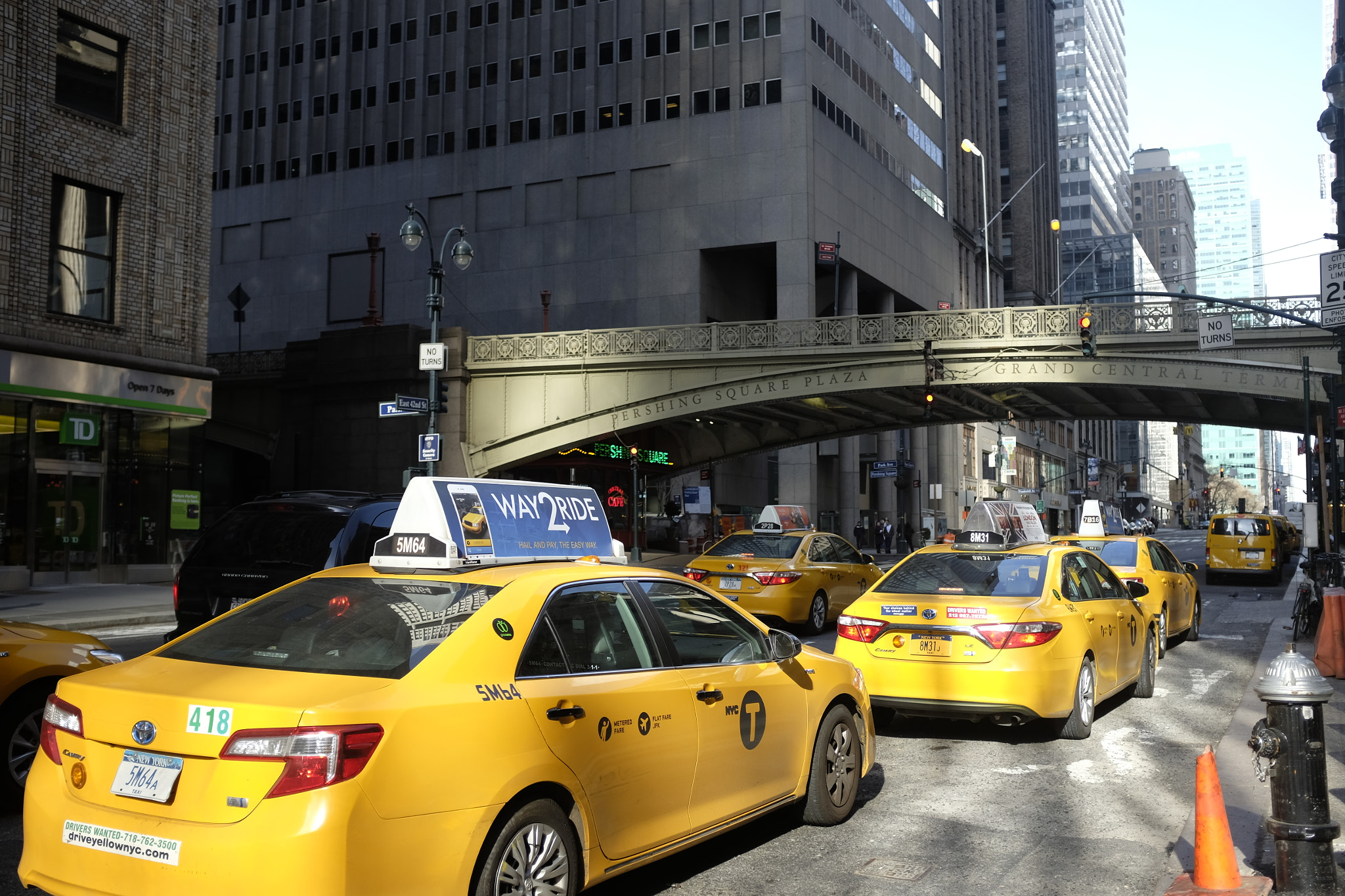
Toyota Camry taxi's, het standaardtype taxi

De New York City Taxi, ook wel bekend als de NYC taxi of (Yellow) Cab, bestaat uit twee verschillende soorten taxi's, die al jaren het symbool zijn van de Amerikaanse stad New York. De gele Medallion Cabs mogen in alle vijf stadsdelen van New York passagiers vervoeren, de groene taxi's (Street hail livery vehicles) ook wel bekend als Boro Taxi's, zijn niet toegestaan om passagiers te vervoeren in Lower Manhattan, LaGuardia Airport en John F. Kennedy International Airport, maar mogen wel in de rest van New York passagiers vervoeren. 
De taxi's krijgen een bewijs "Medallion" van de New York City Taxi and Limousin Commission (TLC) en zijn privé-eigendommen. In totaal rijden er 13.587 gelicenseerde taxi's in New York. Sinds 2011 kreeg de New Yorkse taxi concurrentie van privébedrijven zoals Uber.

## Geschiedenis

### Begin twintigste eeuw
In 1907 legde ondernemer Harry N. Allen de basis van de huidige taxi, nadat hij voor een rit van 1,2 km $ 5 ($ 160,55 in 2023) moest betalen. Hij importeerde 65 taxi's uit Frankrijk, verfde ze geel en gaf ze een meter. Tegen 1908 reden er al 700 taxi's rond. Het succes van Harry N. Allen was echter van korte duur. Op 8 oktober 1908 kondigde hij zijn pensioen aan en wou zijn taxichauffeurs belonen met een gouden horloge. Veel van zijn chauffeurs confronteerde hem en eisten voor een vast salaris van $ 2,50 per dag en gratis benzine. Daarnaast vonden ze het niet kunnen dat ze naast brandstof- en onderhoudskosten ook nog eens $ 0,35 per dag aan Allen moesten betalen om de uniformen schoon te houden.

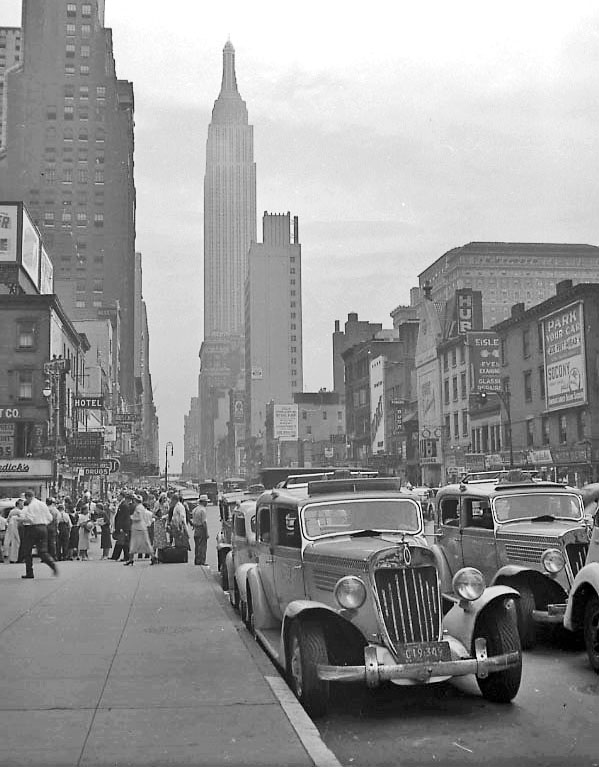
Enkele Checker Cabs in 1938.

Allen weigerde meer te betalen en vond dat zijn chauffeurs best van hun lage loon konden leven. De chauffeurs waren het er niet mee eens en sloten zich aan bij de taxivakbond. De onderhandelingen mislukte, waarna de chauffeurs op geweld overgingen. Er vonden meerdere geweldsincidenten plaats en Allen huurde gewapende politieagenten in om zijn taxi's te beschermen. Ondanks dat gingen de taxichauffeurs verder met rellen. De politie en stakingsbrekers reden in Allens taxi's rond om de relschoppers te intimideren. Als reactie hierop staken de rellende chauffeurs de taxi's in brand en gooide ze in de East River. Tijdens de rellen vonden een man en een jongetje de dood, nadat stakingsbrekers ze neergeschoten en mishandeld hadden. 
Allen huurde nog meer stakingsbrekers in en de rellende chauffeurs dreigde Allen zijn taxiopslag te vernietigen mits hij zijn stakingsbrekers naar huis stuurde. Allen weigerde, waarop de chauffeurs bommen naar de taxi's gooiden. Op 7 november 1908 stopte de rellen opeens. De vakbond besloot niet langer geld in de rellen te investeren en probeerde een voorstel aan de chauffeurs te doen. De chauffeurs weigerde en gingen verder met staken. In de dagen daarna gingen steeds meer chauffeurs terug aan het werk en tegen 16 november 1908 waren de stakingen voorbij.
Door de rellen vonden veel New Yorkers de taxi geen veilig vervoersmiddel. Daarnaast bleek het dat tijdens de drooglegging veel taxichauffeurs banden hadden met de maffia of zelf maffialid waren. Veel taxi's werden gebruikt om alcohol en prostituees te vervoeren en enkele chauffeuren waren naast hun taak ook pooiers. Ondanks dat werd de gele taxi steeds vertrouwder in het straatbeeld van New York.

### 1935-1960

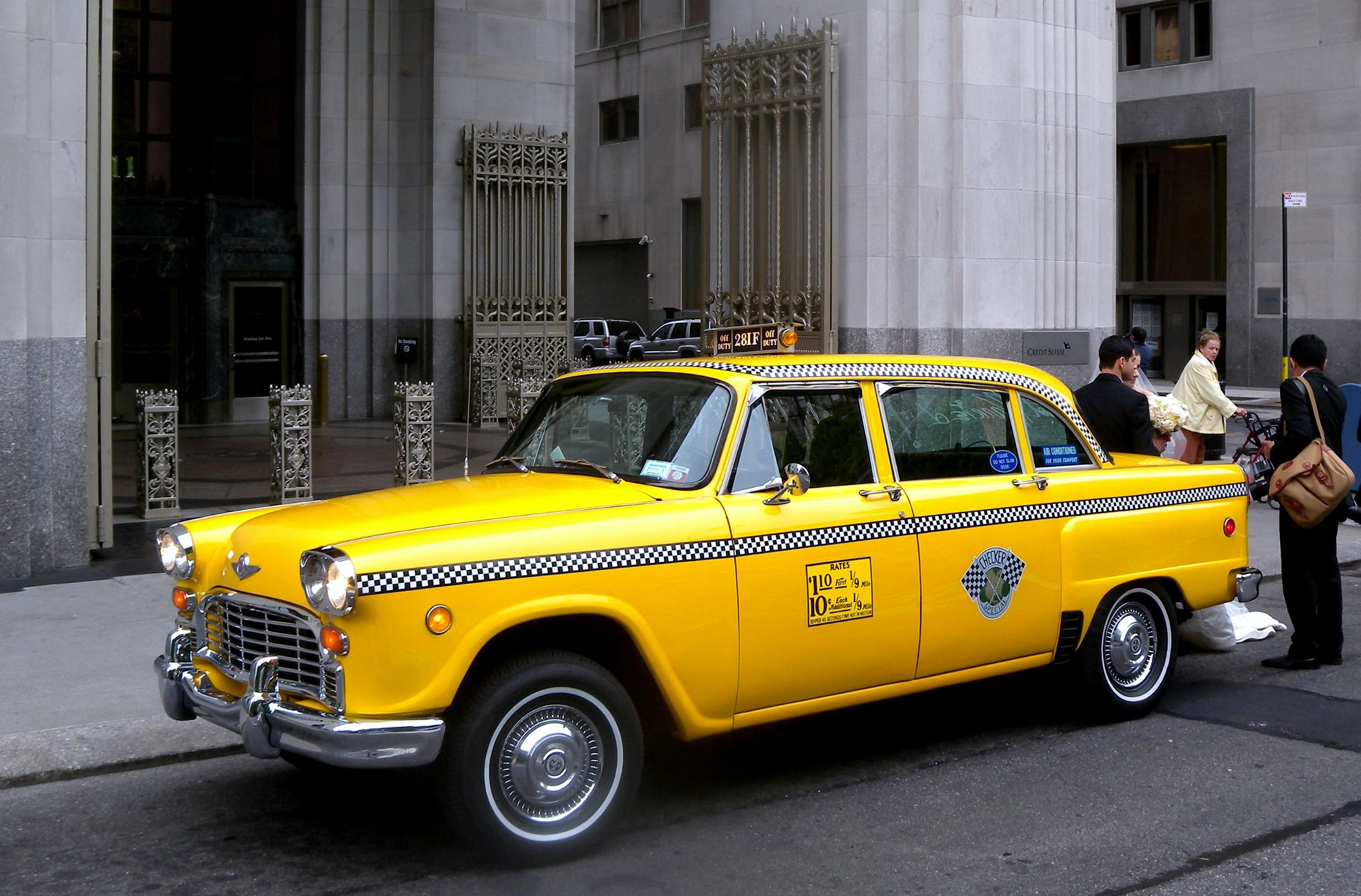
De Checker Cab.

In 1937 voerde Fiorello La Guardia het medallion-systeem in, wat nu nog steeds gebruikt wordt. Chauffeurs konden voor $ 10 een licentie aanvragen om een taxi te besturen. De nieuwe wet zorgde voor een daling in de concurrentie. Hoewel het aantal licenties vast was gelegd op 16.900, werden er maar 11.787 licenties aangevraagd. 
Tussen de crisis van de jaren 1930 en de Tweede Wereldoorlog besloot de taxi-industrie in New York op brandstof en onderdelen te rantsoeneren, zodat er in een periode van nood gewoon verder gewerkt kon worden. Tijdens de Tweede Wereldoorlog konden de taxi's zonder problemen hun taken uitvoeren. Steeds meer mensen gingen voor de taxi werken, waardoor het steeds verder groeide. In 1949 reden er 11.000 taxi's rond en werkten er ongeveer 32.000 chauffeurs bij de bedrijven. 
Tussen 1 april en 8 april 1949 gingen de taxichauffeurs staken. De eisten een vaste werkweek van vijf dagen en lonen van $ 9 overdag en $ 11 's nachts. De taxi-operators waren het er niet mee eens, aangezien de helft van de chauffeurs niet eens actief was. Om de rellen van 1934 te voorkomen, werden er 2000 agenten van de NYPD paraat gesteld om de stakingen in de gaten te houden. Ook huurden de taxi-operators gewapende stakingsbrekers in, om de taxichauffeurs te intimideren. De staking verliep vredig en er werden maar 42 mensen gearresteerd. 
Vanaf de jaren 50 verschenen er steeds meer Checker Cabs op straat en het werd langzamerhand een icoon van het vintage New York. 

### 1960-heden
Gedurende de jaren 60 kreeg New York steeds vaker te maken met illegale taxi's. In 1967 moesten alle officiële taxi's geel geschilderd worden, zodat de illegale taxi's beter herkend konden worden. Ook werden er in 1967 de eerste taxi's met een wand tussen de chauffeur en passagier geïntroduceerd. In 1971 werd het New York City Taxi and Limousine Commission opgericht, die verantwoordelijk werd voor alle taxi's in de stad. Alle taxi's moesten elk jaar naar de inspectie en daarnaast had de TLC ook agenten die de taxichauffeurs in de gaten moesten houden. 

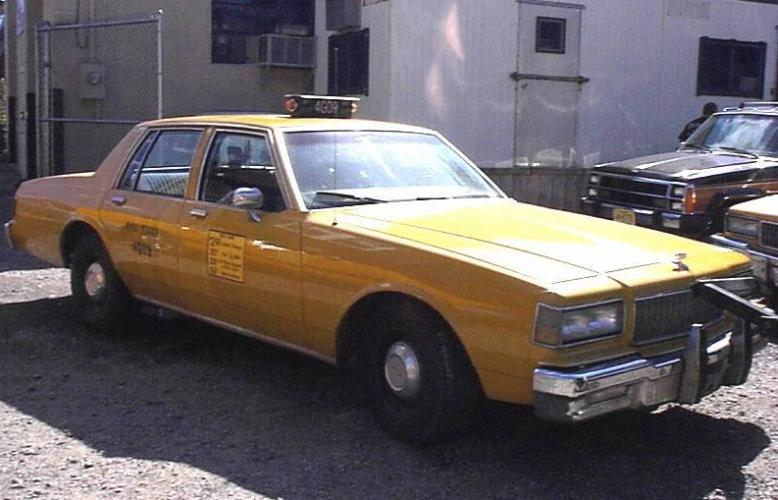
Een Chevrolet Caprice taxi.

Gedurende de jaren 70 was er een tekort aan chauffeurs. Ongeveer 18% van alle taxi's stonden grotendeels in de garages. De TLC ging nieuwe chauffeurs werven en als examen moesten ze aantonen dat ze Engels begrepen, zich door 29 drukke verkeerscorridors konden manoeuvreren, 168 routes naar bekende bezienswaardigheden moesten vinden en 10 tot 15 locaties konden aanwijzen. Veel van de nieuwe chauffeurs wisten vaak alleen routes in enkele boroughs. 
In 1982 werden de laatste Checker cabs aan de TLC geleverd. In datzelfde jaar mochten chauffeurs hun eigen auto's kiezen, zolang ze maar aan de vereisten voldeden. Door deze regel verschenen er steeds meer unieke taxi's in de straten van New York
In de jaren 90 kregen de taxichauffeurs te maken met zware criminaliteit. In 1993 werden er 43 taxichauffeurs tijdens hun dienst vermoord. Als protest gingen veel taxichauffeurs belangrijke wegen blokkeren. Verder stapten veel taxichauffeurs vanaf eind jaren 80 over op de Chevrolet Caprice. Tot 1996 leverde Chevrolet de Caprice aan zowel de taxibedrijven als de NYPD. 

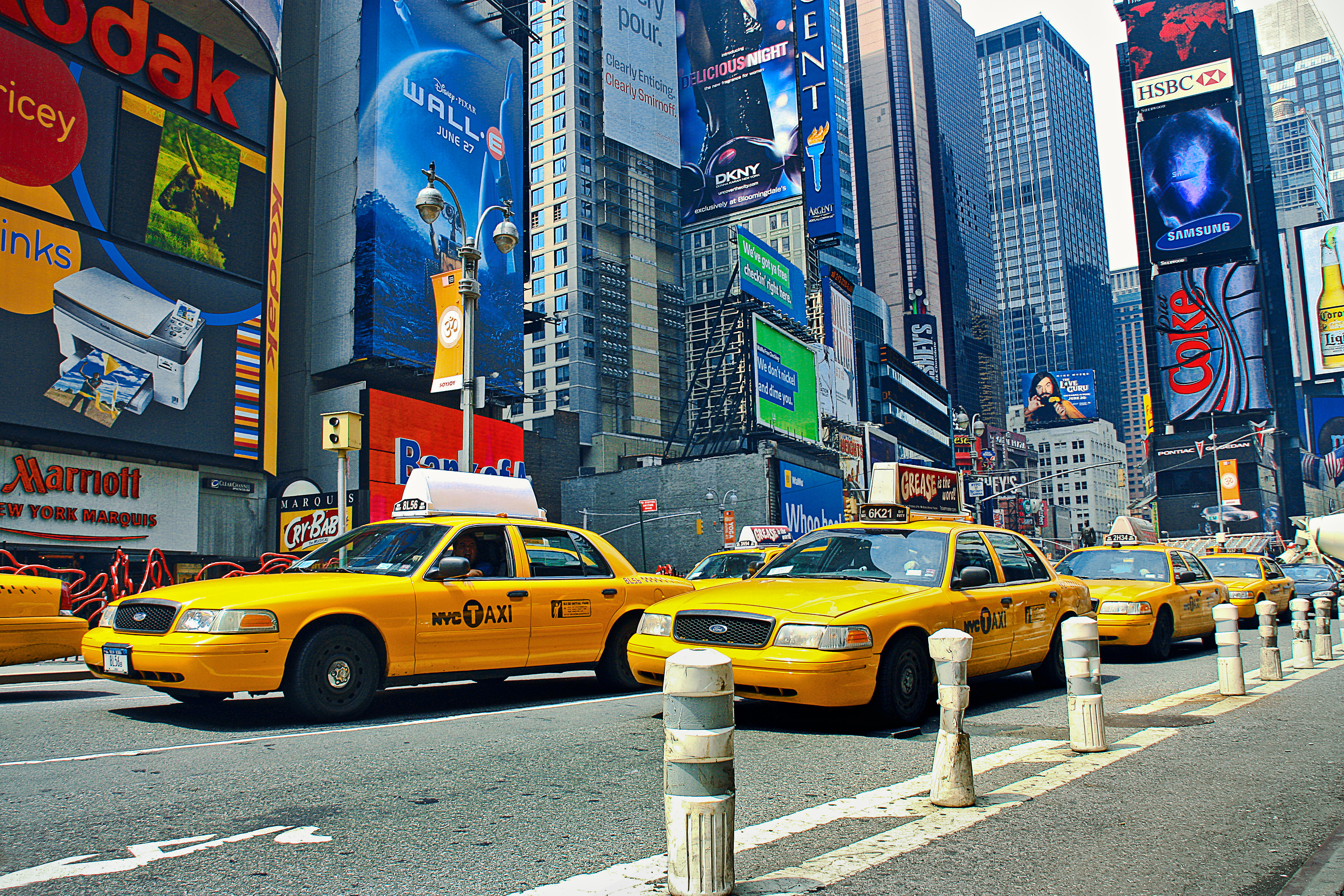
De Ford Crown Victoria, het icoon van New York City

Vanaf 1996 begon de Ford Crown Victoria steeds populairder te worden onder taxichauffeurs. In 1999 werden de laatste Checker Cabs buiten dienst gesteld. Dit gebeurde door middel van een parade op Times Square. Ook zette de TLC in 1996 een undercoveroperatie op, nadat er vele klachten kwamen (o.a. van acteur Danny Glover) dat chauffeurs vaak zwarte passagiers weigerden.
In 2005 werden de eerste hybride taxi's geïntroduceerd. De meest gebruikte modellen waren de Toyota Prius en de Ford Escape Hybride. In 2007 presenteerde burgemeester Michael Bloomberg een plan om binnen vijf jaar alle taxi's te laten vervangen door een hybride versie. Dit plan werd snel gecanceld, aangezien de onderhoud van hybride taxi's te duur was voor de taxigarages. Vanaf 2010 begonnen steeds meer nieuwere modellen de Ford Crown Victoria te vervangen. Onlangs de gecancelde hybride plannen waren er in 2012 6.000 hybride taxi's in de stad te vinden.
In 2007 werd de Nissan NV2000 gekozen als 'taxi van de toekomst'. Hoewel het plan was om 13.000 NV2000-taxi's in dienst te stellen, kwamen er uiteindelijk maar 1000 in dienst, waarvan 273 als gele taxi gebruikt werden. In de jaren 2010 werd er besloten dat de Toyota Camry de nieuwe standaard-taxi zal worden.

## Organisatie

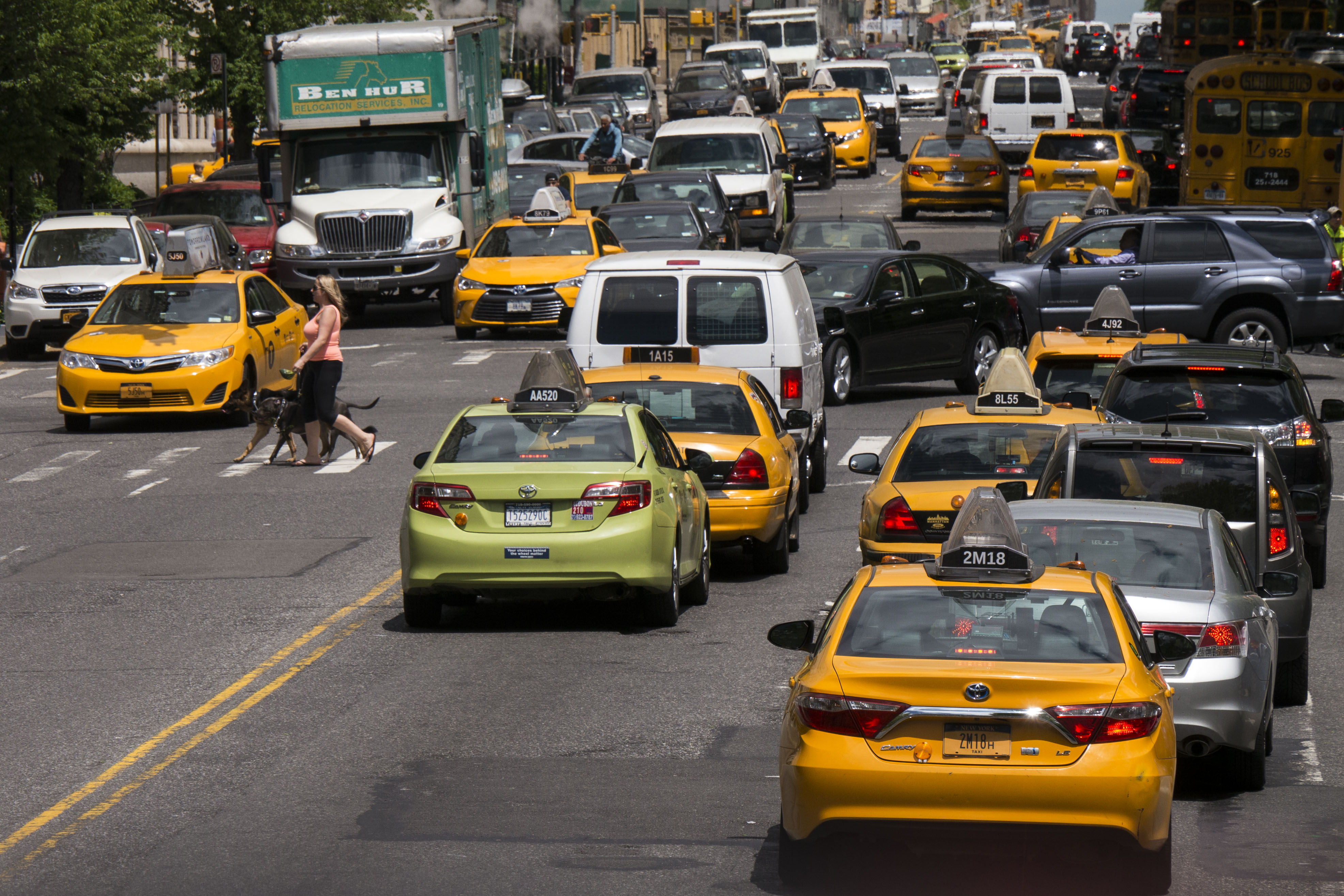
Medallion taxi's en één Boro taxi

De New York City Taxi and Limousin Commission houdt toezicht over zo'n 100.000 voertuigen, waaronder luxe voertuigen (livery cars, limousines & black cars), forenzenbusjes, limousines, taxi's en invalidenvoertuigen. Volgens de TLC Facebook uit 2020 waren er 118.398 taxi's en For Hire Vehicles aanwezig in New York. Deze zijn onder te verdelen in 13.587 Medallion Taxi's (3.171 geschikt voor invaliden), 2.895 Boro Taxi's (136 geschikt voor invaliden), 78.620 Black Cars, 23.043 Livery Cars (1.210 geschikt voor invaliden), 92 forenzenbusjes en 161 invalidenvoertuigen.

### Besteld vervoer
Livery Cars & Black Cars zijn luxere voertuigen in New York. Deze taxi's zijn alleen voor besteld vervoer bedoeld en opereren vanuit een thuisbasis. Deze voertuigen heten For Hire Vehicles en maken minstens 10.000 ritten per dag.
Black Cars worden voornamelijk gebruikt door zakenlui en mensen uit hogere sociale klassen. Livery Cars zijn vrijwel gelijk aan de Black Cars, maar worden vaker gebruikt. Chauffeurs van Livery Cars & Black Cars ontvangen zo'n 10% van hun loon in contanten.  

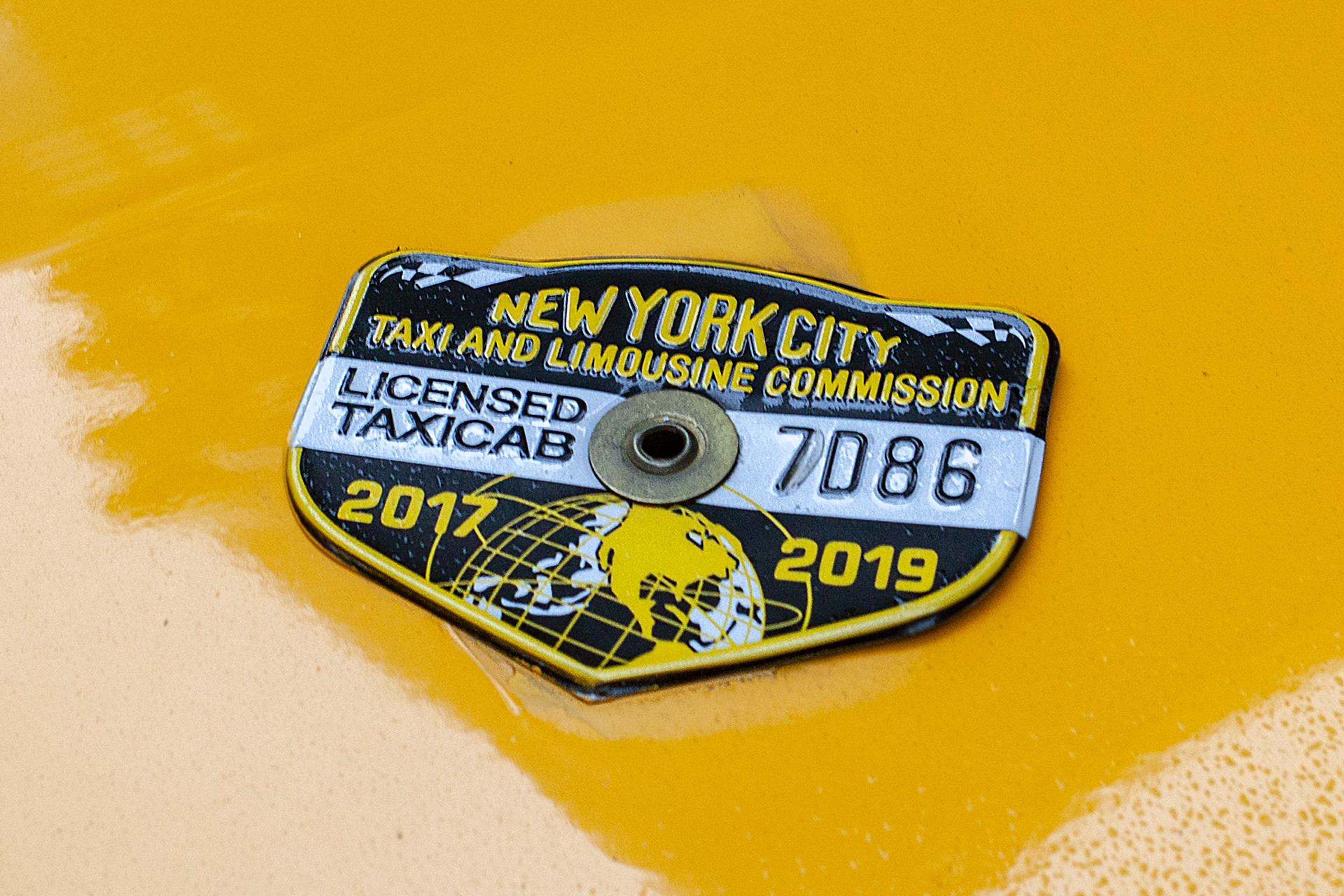
De taxi-licentie die door de TLC word uitgegeven.

De invalidenvoertuigen zijn bestemd voor besteld vervoer en worden voornamelijk gebruikt voor het vervoer van en naar medische instellingen. De invaliden voertuigen worden om het half jaar geïnspecteerd op veiligheid en krijgen om de twee jaar een grondige inspectie, zowel interieur als exterieur.

### Gele taxi's
De officiële naam van de gele taxi's zijn Medallion taxicabs. De taxi's krijgen een licentie van de New York Taxi and Limousin Commission, die altijd op de motorkap gemonteerd moet worden. Het licentienummer staat ook op de zijkant van het voertuig en op het taxibord afgedrukt. De gele taxi's zijn de enige voertuigen van de T&LC die in alle vijf boroughs van New York passagiers van straat mogen ophalen.
Tot 2018 kregen alle taxi's speciale kentekenplaten die gelijk waren aan de licentienummers. De nummers liepen van 1A10 t/m 9Y99. De letters  I, O, Q, R, S, X, Z en Y werden overgeslagen. Vanaf 2018 werden er nieuw kentekens ingevoerd die niet langer gelijk waren aan de licentienummers maar aangaven dat het voertuig tot de T&LC behoorde. De combinaties lopen van Y100000C tot Y999999C.

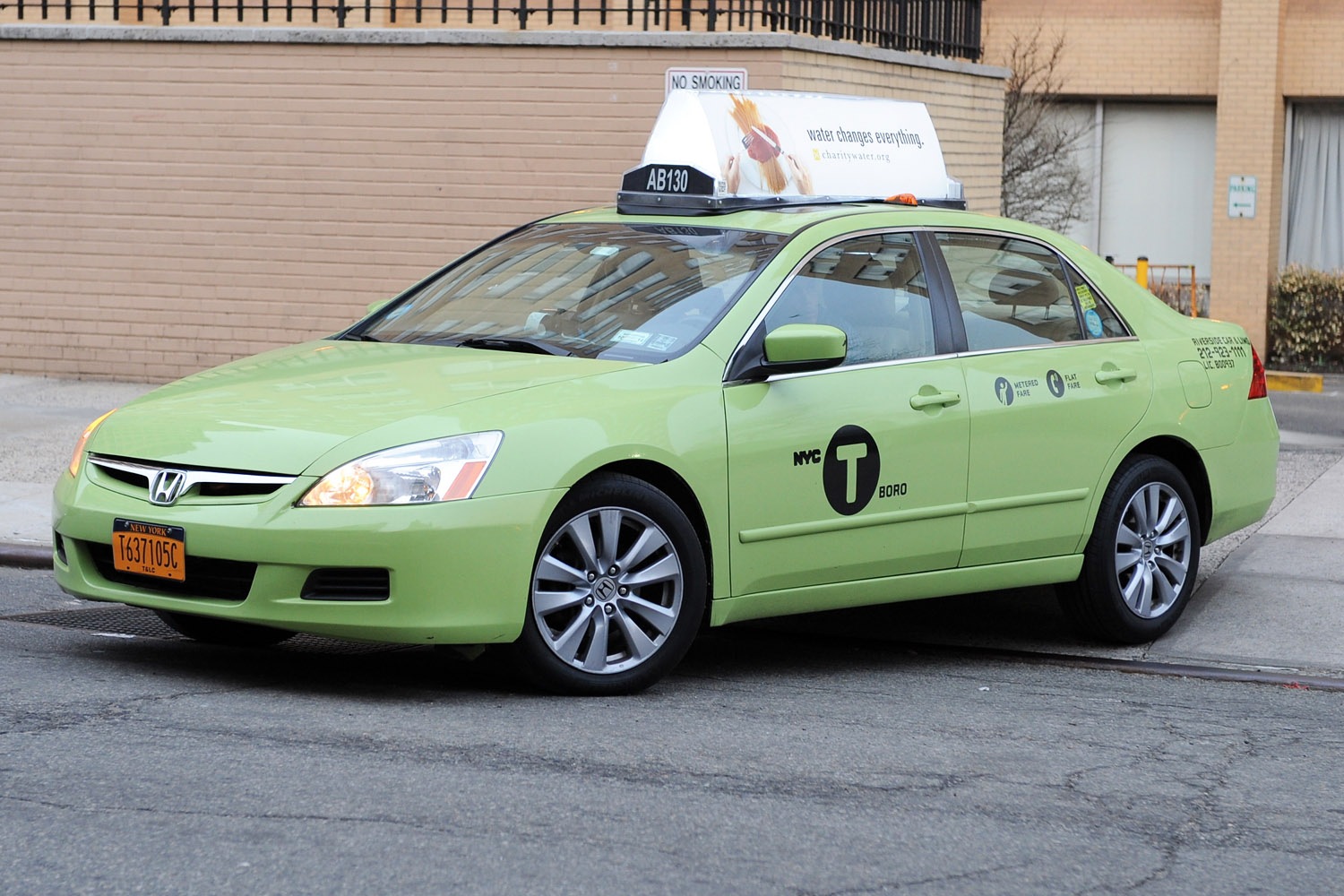
Een Boro Taxi

Alle officiële taxi's moeten dezelfde kleur geel hebben. De kleurcode van de taxi is Dupont M6284. De deurpanelen en/of bumpers mogen wel een andere kleur hebben. 
De taxi's mogen maximaal vier of vijf passagiers vervoeren, maar kinderen onder de zeven mogen op de schoot van hun ouder. Taxichauffeurs zijn verplicht om de eerste passagiers te vervoeren die ze zien en mogen geen ritten weigeren die buiten New York vallen, zoals ritten naar Newark Liberty International Airport, Nassau County of Westchester County.
Elke taxi heeft op het dak een lichtgevend taxibord, waar het licentienummer op afgedrukt staat. Als het licentienummer brand is de taxi beschikbaar en als het nummer niet brand is de taxi bezet of buiten dienst. 
Naast de taxilampen, bevinden zich er ook knipperende lampen achter de grille en links van de kofferbak. Deze lampen worden aangezet door de chauffeur als hij/zij in problemen zit en zijn bedoeld om de politie te waarschuwen.

### Groene taxi's
Naast de gele taxi's zijn er ook groene taxi's in New York te vinden. Deze taxi's heten Boro-taxi's en mogen ook passagiers van straat ophalen. De Boro Taxi's mogen in elke borough dienstdoen, behalve bij John F. Kennedy International Airport, LaGuardia Airport en onder East 96th Street en West 110th Street in Manhattan. De groene taxi's werden eind 2013 geïntroduceerd, nadat er uit een onderzoek bleek dat 95% procent van de gele taxi's alleen maar in Manhattan en bij de vliegvelden reden.
Als oplossing hiervoor werd er een plan opgesteld voor een nieuwe taxidienst die alleen buiten Lower en Midtown Manhattan dienst zou doen. In 2011 werd er een wet opgesteld die de Boro taxi's legaal maakte. 
De officiële kleur van de taxi's is appelgroen. De reden dat deze kleur gekozen werd was dat de bijnaam van New York Big Apple is en groen is de kleur van milieuvriendelijk. 
Net als de gele taxi's hebben de groene taxi's ook een licentienummer. Het licentienummer is wel anders, zodat er onderscheid gemaakt kan worden. De nummers lopen van AA100 tot ZZ999. Ook krijgen de groene taxi's speciale T&LC kentekenplaten.

## Geverifieerde voertuigen

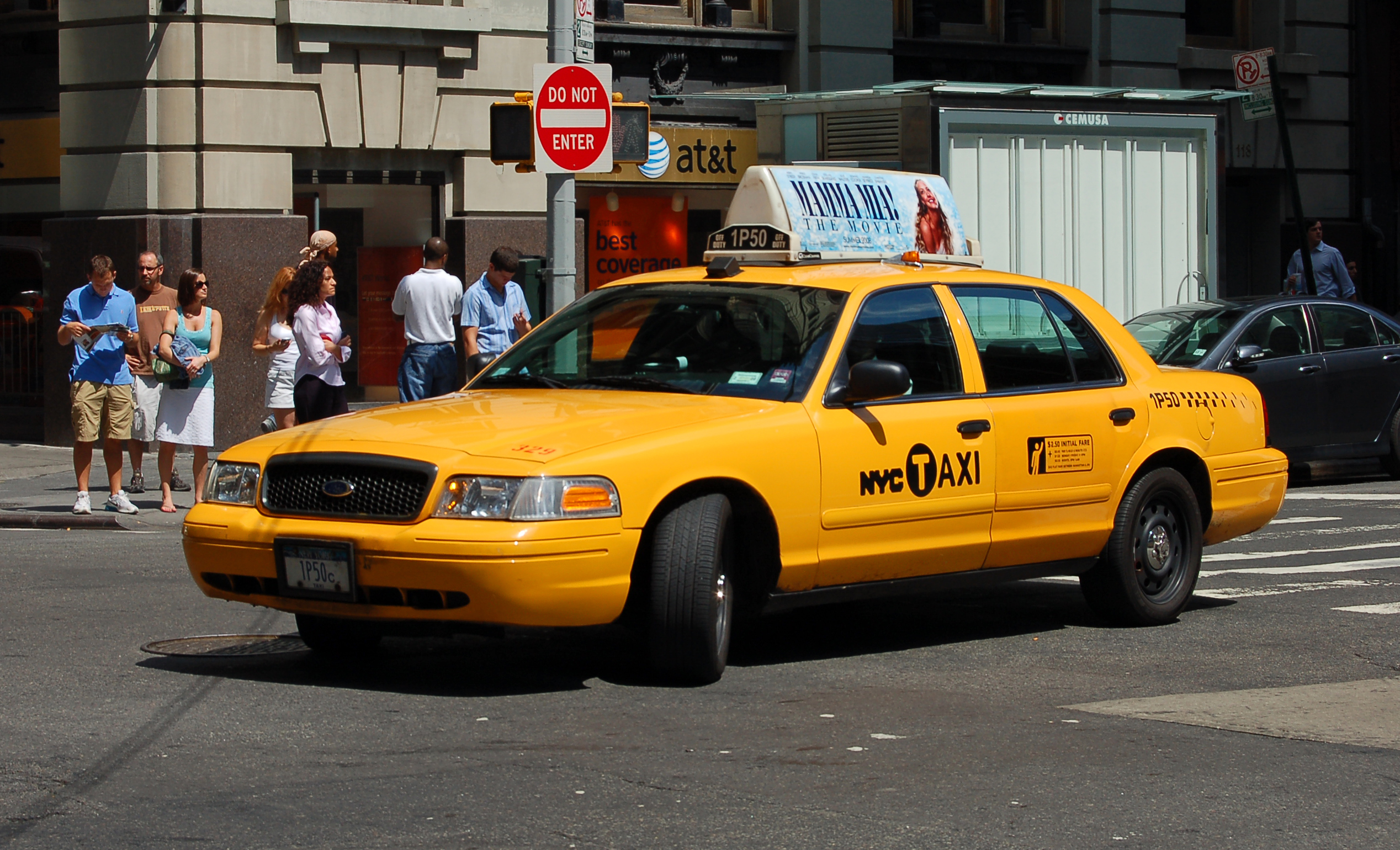
Een Ford Crown Victoria taxi.

De gele taxi's moeten aan bepaalde eisen voldoen, die door de TLC goedgekeurd moeten zijn. Hier volgt een lijst met alle goedgekeurde modellen:
| - Chevrolet Impala - 2016 t/m 2018 modellen - Chevrolet Malibu - 2016 t/m 2020 modellen - Chevrolet Malibu Hybride - 2016 t/m 2019 modellen - Chrysler Pacifica Hybride - 2016 t/m 2020 modellen - Chrysler Pacifica - 2016 t/m 2023 modellen - Chrysler Voyager - 2020 t/m 2022 modellen - Chrysler Voyager Accessible - 2019 t/m 2023 modellen - Dodge Grand Caravan Accessible - 2016 t/m 2019 modellen - Ford Escape - 2016-2023 modellen - Ford Escape Hybride - 2021 t/m 2023 modellen - Ford Fusion - 2016 t/m 2018 modellen - Ford Fusion Hybride - 2016 t/m 2018 modellen - Ford Mustang Mach-E - 2021 t/m 2023 modellen - Ford Taurus - 2016 t/m 2018 modellen - Ford Transit Connect Accessible - 2016 t/m 2022 modellen - Hyundai Sonata - 2016 t/m 2018 modellen - Hyundai Sonata Hybride - 2016 t/m 2018 modellen - Kia Niro EV - 2022 t/m 2023 modellen - Lexus RX 450H Hybride - 2016 t/m 2018 modellen - Lincoln MKZ - 2016 t/m 2018 modellen - Lincoln MKZ Hybride - 2016 t/m 2018 modellen | - Mercedes-Benz Metris Accessible - 2016 t/m 2023 modellen - Nissan Altima - 2016 t/m 2020 modellen - Nissan NV2000 - 2016 t/m 2018 modellen - Nissan NV2000 Accessible - 2016 t/m 2019 modellen - Toyota Avalon - 2016 t/m 2018 modellen - Toyota Avalon Hybride - 2016 t/m 2022 modellen - Toyota Camry - 2016 t/m 2023 modellen - Toyota Camry Hybride - 2016 t/m 2023 modellen - Toyota Crown Hybride - 2023 modellen - Toyota Highlander - 2016 t/m 2023 modellen - Toyota Highlander Hybride - 2016 t/m 2023 modellen - Toyota Prius - 2016 t/m 2018 modellen - Toyota Prius V - 2016 t/m 2018 modellen - Toyota RAV4 - 2016 t/m 2023 modellen - Toyota RAV4 Hybride - 2016 t/m 2023 modellen - Toyota Venza - 2021 t/m 2023 modellen - Toyota Sienna - 2016 t/m 2020 modellen - Toyota Sienna Hybride - 2021 t/m 2023 modellen - Tesla Model 3 - 2021 t/m 2023 modellen - Tesla Model 3 Long Range - 2019 t/m 2023 modellen - Tesla Model Y Longe Range - 2021 t/m 2023 modellen |